# Manaf Abushgeer
Manaf Eid Abushgeer (in arabo مناف عيد أبوشقير‎?; Arabia Saudita, 5 febbraio 1980) è un ex calciatore saudita, di ruolo centrocampista.